# یوب تر برخ
یوب تر برخ (هلندی: Job ter Burg؛ زادهٔ ۱۳ سپتامبر ۱۹۷۲) یک تدوین‌گر اهل هلند است.

## فیلم‌شناسی
- عاشق بودن بهتره (۲۰۰۳)
- Godforsaken (2003)
- Schnitzel Paradise (2005)
- کتاب سیاه (۲۰۰۶)
- Winter in Wartime (2008)
- The Last Days of Emma Blank (2009)
- Tirza (2010)
- Bringing Up Bobby (2011)
- Süskind (2012)
- او (۲۰۱۶)